# Ainu (populație)
Ainu este un grup etnic nativ al părții de nord a Japoniei.
Această civilizație s-a dezvoltat nu numai pe teritoriul nipon ci și în insulele Kurile, Sahalin și Kamceatka. Această populație este diferită atât de populația cât și de civilizația niponă, dar fiind aproape complet asimilată de cea din urmă, în prezent populația ainu este formată din aproximativ 25.000 de membri. Unele statistici arată că numai în Japonia, populația ainu ar fi în număr de 200.000.

## Origine/Controverse

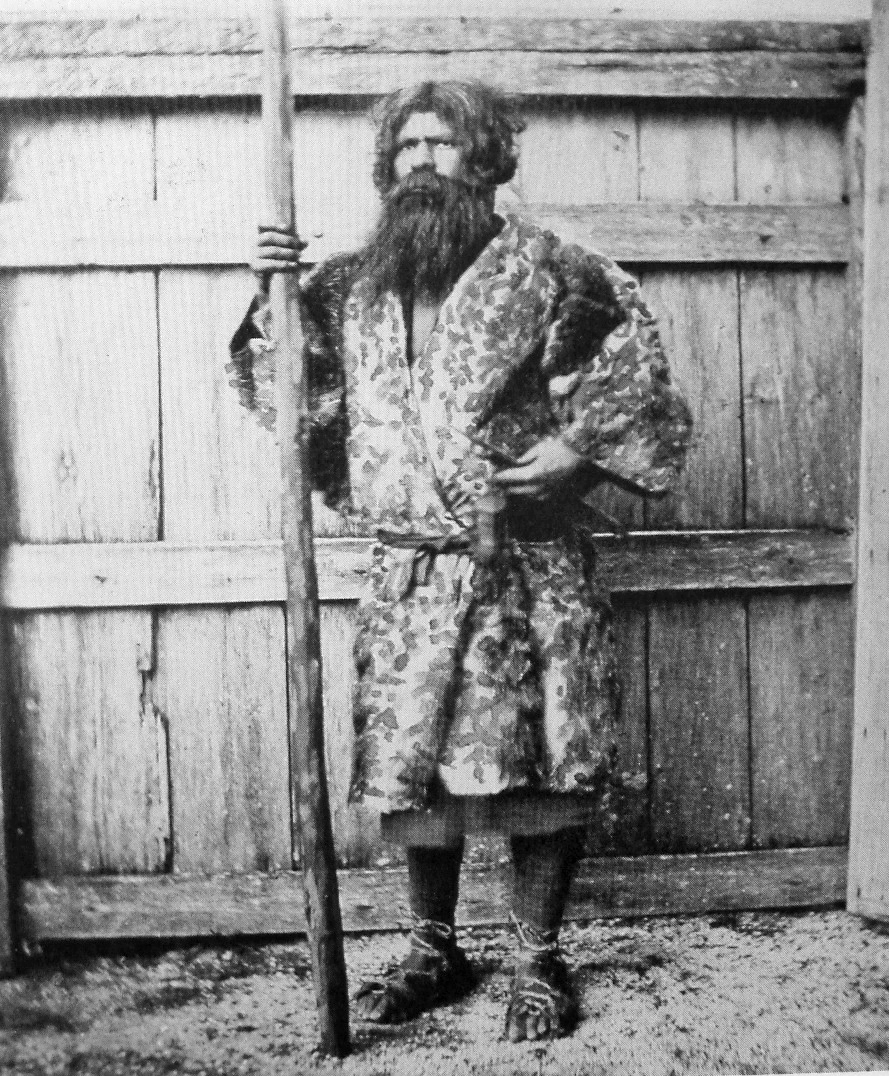
Bărbat ainu

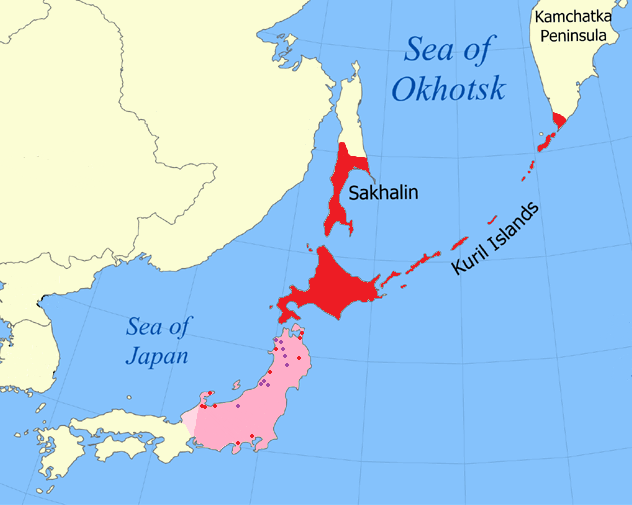
Teritoriul istoric al populației Ainu

Originea acestei populații/civilizații este una controversată, pe această temă existând numeroase teorii. Una din aceste teorii se referă la originea Ainu ca fiind una provenită din rasa mongoloidă, deci caucazieni, întrucât nativii Ainu sunt înalți, bărbații au obiceiul de a purta bărbi impresionante, iar râul ocupă un loc important în tradiția acestora. Oricum ar fi, nici una din aceste teorii nu a putut fi verificată în întregime. Structura scheletului, a craniului, a expresiei faciale, caracteristicile ochilor, fac din acești controversați ainu o categorie aparte ce nu poate fi încadrată în nici o tipologie.
Ceea ce îi face atât de misterioși în ochii etnologilor este tocmai originea lor necunoscută și trăsăturile genetice atipice. Dacă unii cercetători afirmă ca ei sunt descendenții străvechii populații numită „jomon”, populație preistorică datată acum 10.000 de ani din care ar fi evoluat japonezii de astăzi, o altă parte este de părere că originile ainu pot merge în timp până acum circa 35.000 – 40.000 de ani, în timpul ultimei mari glaciațiuni care a unit insulele nipone de Asia. Există încă o legendă ainu care spune ca „ainu au apărut cu sute de mii de ani înainte ca Fii Soarelui să o facă”.

## Cercetare științifică
Testele genetice efectuate asupra localnicilor au arătat că aceștia au legături comune cu locuitorii Japoniei, dar mulți dintre ei au și conexiuni genetice cu populațiile din Rusia, Tibet, Mongolia, Coreea sau Alaska. Ceea ce îi deosebește însă de aceste grupuri etnice este aspectul lor. Fizionomia nativilor ainu amintește, mai degrabă, de cea a amerindienilor, a caucazienilor sau chiar a aborigenilor. Aceasta ar fi migrat spre Australia dar și spre sudul Asiei și apoi în Japonia cu multe mii de ani în urmă. 
Cercetări genetice recente sugerează că ainii au legături cu populațiile tungusică, altaică și uralică din Siberia.

## Recunoașterea oficială

Populația Ainu în Hokkaido (1999)

Pe data de 6 iunie 2008 Dieta japoneză a adoptat o rezoluție bipartită prin care guvernul japonez recunoaște ainu ca fiind populație nativă a Japoniei și cheamă la o încheiere a discriminării acestui grup etnic. Rezoluția a recunoscut populația ainu ca fiind indigenă, cu o limbă, religie și cultură distincte. Deși rezoluția este semnificativă din punct de vedere istoric, Hideaki Uemura, profesor la Universitatea Keisen din Tokio și specialist în drepturile popoarelor indigene, susține că rezoluția este „slabă” în sensul recunoașterii faptelor istorice întrucât populația ainu a fost „forțată” să devină japoneză în primul rând.
Mulți etnici ainu sunt membrii ai organizației Utari Hokkaido, ce se ocupă cu problemele fundamentale ale poporului ainu. Această organizație a fost controlată inițial de către guvernul japonez pentru a accelera asimilarea și integrarea în societatea japoneză. Acum este condusă exclusiv de membri ainu și opereaza cea mai mare parte independent de guvern. Alte instituții cheie includ Fundația pentru Cercetare și Promovare a Culturii Ainu (FRAC), înființat de guvernul japonez, după intrarea în vigoare a Legii culturii Ainu în 1997, Universitatea Hokkaido, centru care se ocupă cu studiul populației ainu, precum și muzee și centre culturale. Minoritatea ainu din Tokyo s-a dezvoltat ca o comunitate politică și culturală vibrantă.

## Modul de viață tradițional
În mod tradițional ainii trăiau din pescuit, vânătoare și cules. Satele, numite kotan, (constituite cam din 20 de case), erau de-a lungul râurilor sau a potecilor folosite de animalele sălbatice, având astfel suficiente surse de mâncare și apă. 

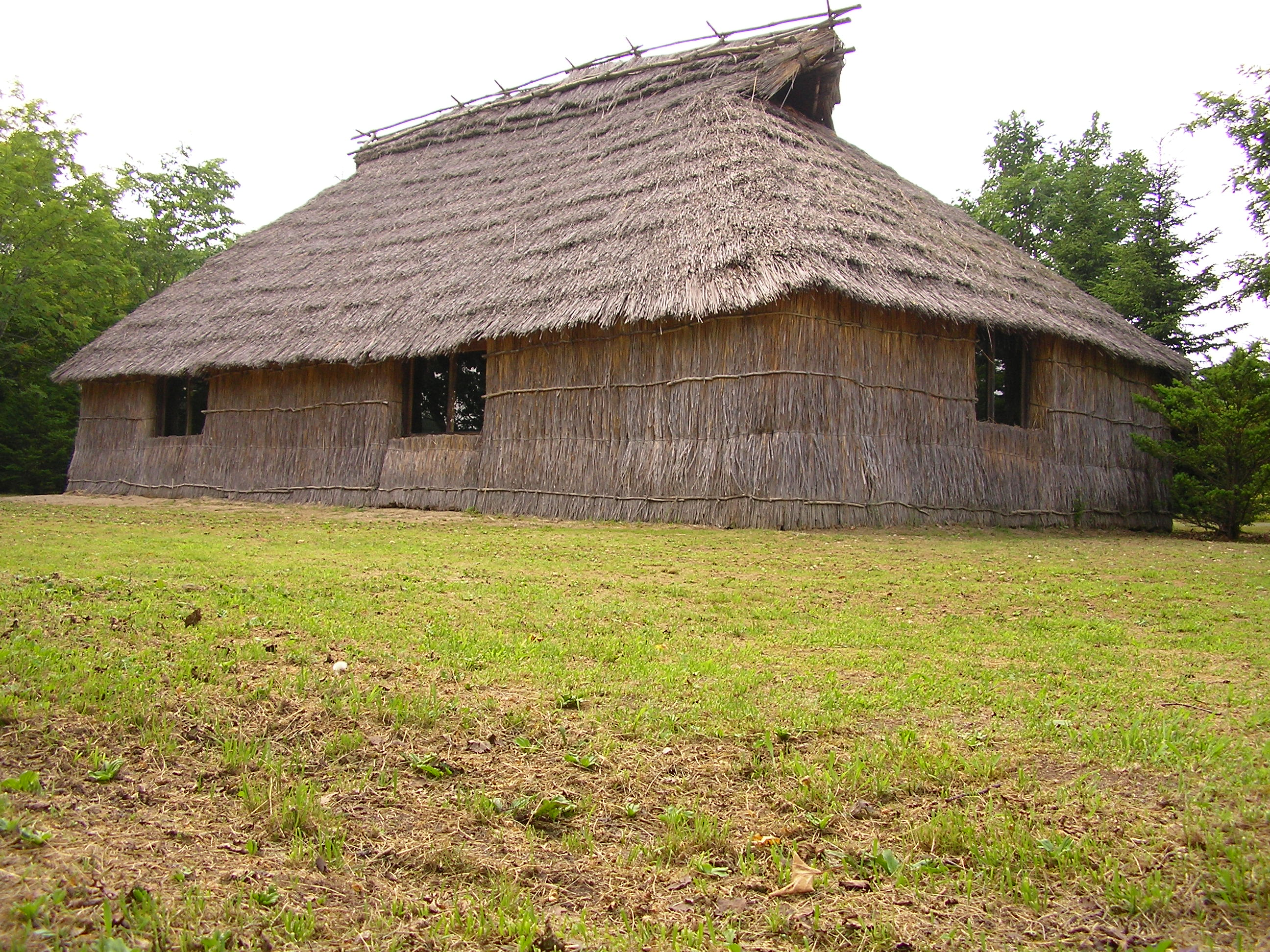
Casă ainu

Casele erau rectagulare, cu bârne de lemn, cu acoperiș din paie/stuf, cu pereți din iarbă de pampas (Miscanthus sinensis) sau bambus. Acoperișul avea o deschizătură pe unde ieșea fumul. Pentru dormit, foloseau saltele umplute cu iarbă și blănuri de animale.
Sistemul de descendență era biliniar: bărbații își arătau grupul patriliniar prin blazoane (itokpa) care simbolizau diferite animale, iar femeile își dădeau din generație în generație centura de castitate (ponkut sau upsor).
Hainele pe care le purtau erau un fel de tunici (attus) lungi până la coapse pentru bărbați și până la glezne pentru femei. Materialul era o țesătură din fibre interioare înmuiate, din scoarță de ulm. Se purtau legate cu o cingătoare, iar iarna se purta deasupra o vestă din blană de căprioară sau de alt animal. Femeile aveau tatuat un cerc în jurul gurii. 

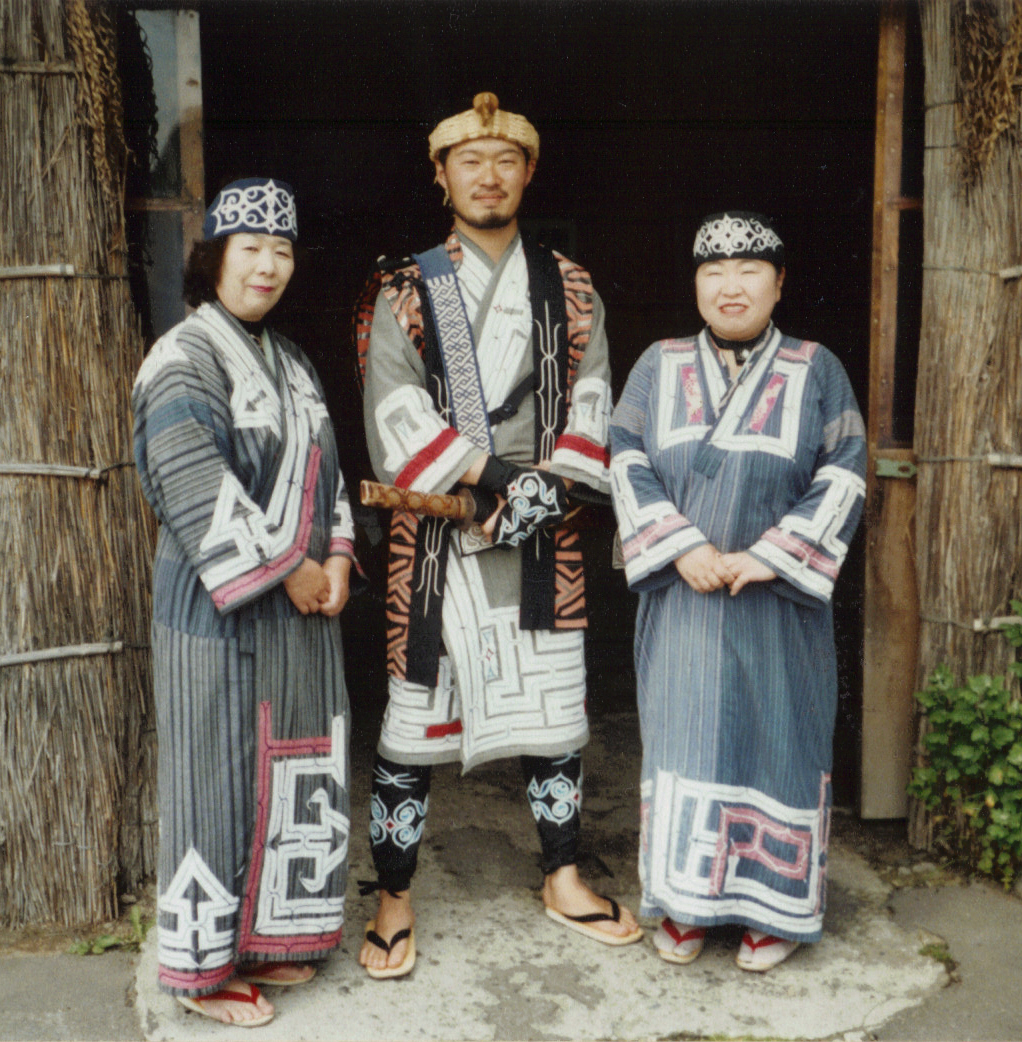
Costume ainu

## Ainii moderni
Începând cu prima parte a erei Meiji, ainii au renunțat  tot mai mult (de bună voie uneori, dar mai mult forțat) la modul de viață tradițional, și au început să se apuce de cultivarea pământului, de pescuitul comercial etc. fiind tot mai mult asimilați în societatea japoneză modernă. 

## Cultura, religia

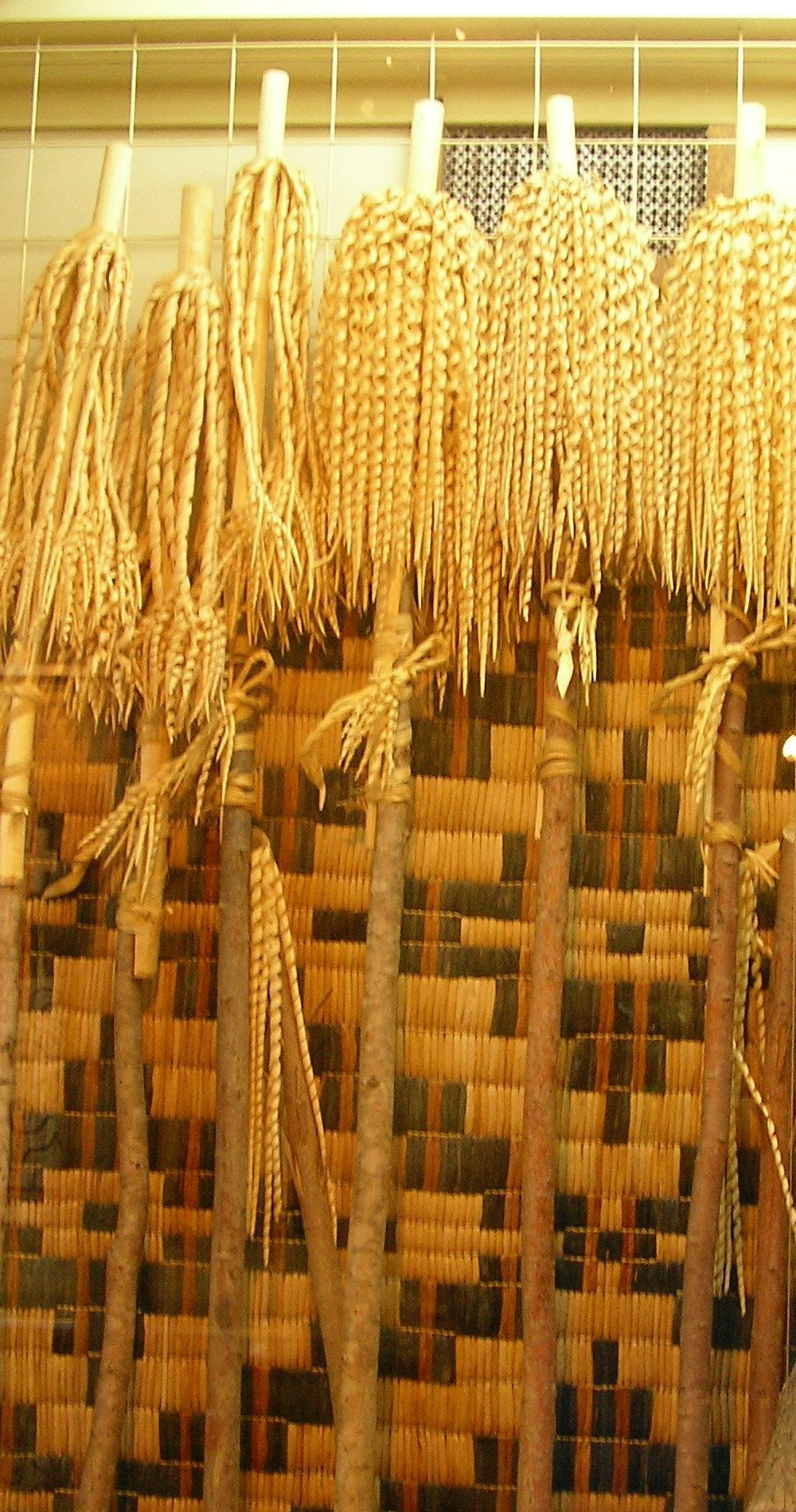
Inaw

Drapelul etnicilor ainu

Cu toate că limba ainu nu are un sistem de scriere propriu, există o tradiție culturală orală bogată, care include cântece, poeme epice (yukar) și povestiri în proză sau poezie.
Credința religioasă a populației ainu se centrează asupra existenței unei alte lumi compusă din spiritelor tuturor obiectelor și ale ființelor care au existat înainte, ele fiind controlate de aceleași forțe spirituale (kamuy) care controlează și universul vizibil; vântul, ploaia, grindina, și mai ales focul (ape-huchi). Ainii cred că rugăciunile către aceste spirite sunt transmise cu ajutorul unor bețe cu ciucuri (inaw) folosite de șamani.

## Muzica
Din multe puncte de vedere muzica ainilor este similară celei a amerindienilor, anume ea imitând cântatul păsărilor, al urșilor și al altor animale sălbatice. Majoritatea cântecelor sunt acompaniate de bătutul din palme. Un stil de muzică vocală neobișnuit este cântatul în duet, numit "Rekukkara" (sau "Rekuhkara"), în care două persoane, de obicei femei, stau față în față, cu mâinile făcute pâlnie atingându-se reciproc, una dintre ele cântând melodia iar cealaltă persoană creând un fel de acompaniament de percuție vocală folosind curentul de aer care îi este suflat în cavitatea bucală de către cântăreață.

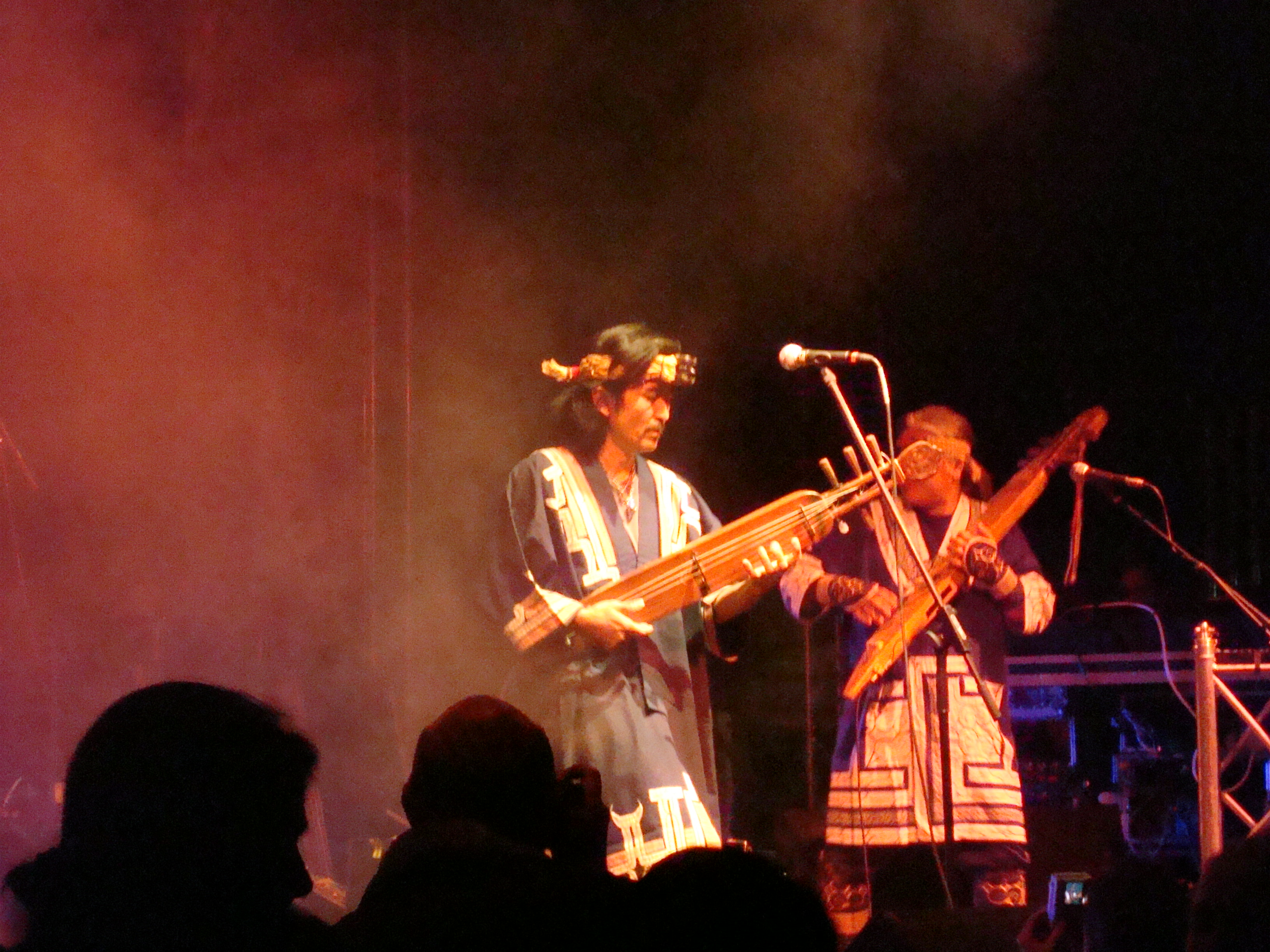
Oki Ainu Dub Band

Muzica ainu folosește în principal doar două instrumente muzicale:

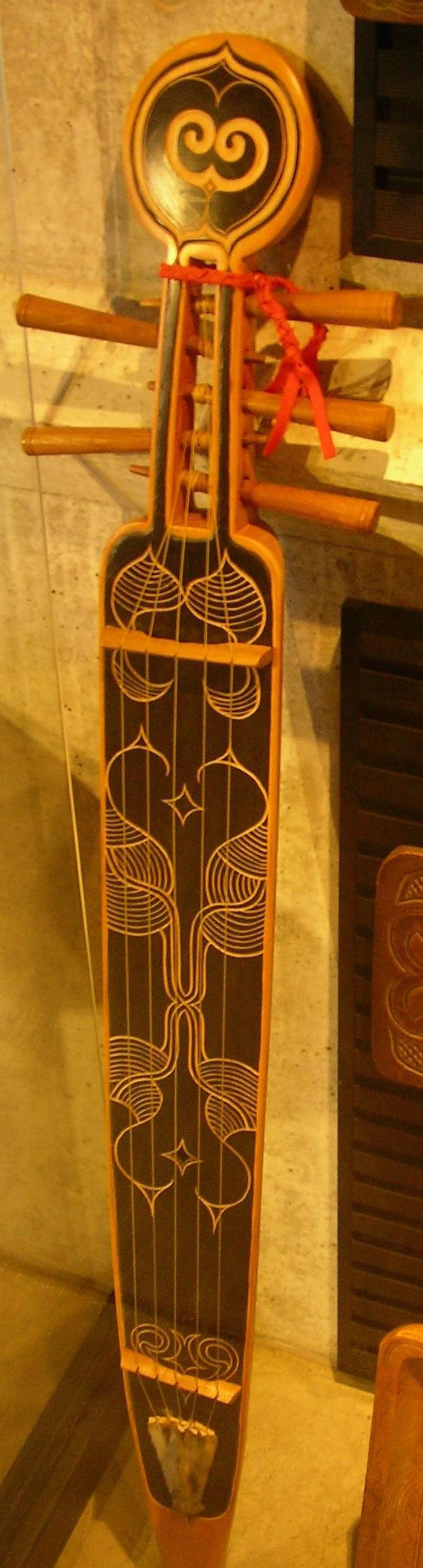
tonkori

- tonkori: un instrument cu 2-5 coarde care se ciupesc. Este folosit atât pentru acompaniament (ca "zumzăit") sau pentru părți solo. Numai sunetele coardelor deschise sunt folosite, și este ciupit cu ambele mâini, creând astfel un fel de efect ritmic.
- mukkuri: un fel de drâmbă

Pe vremuri, bărbații cântau la un fel de fluier, dar actualmenete această tradiție muzicală a dispărut aproape complet.